# Estació de Masquefa
Masquefa és una estació ferroviària de la línia de rodalia R6 i R60 de la Línia Llobregat-Anoia de FGC situada al nord del nucli urbà de Masquefa a la comarca de l'Anoia. Aquesta estació disposa de doble via, marquesina i d'edifici de viatgers i s'inaugurà el 1893.
Els treballs de construcció de l'estació comencen el 1891, després que un any abans es constituís la companyia Ferrocarril Central Catalán, que reprenia el projecte de connectar Igualada i Martorell aturat des de 1883. Passats 2 anys, el 29 de juliol de 1983, l'estació entrava en funcionament amb l'obertura de la línia.
A les acaballes del segle XX es col·loca catenània aerea a l'estació, fent possible a partir de 1999, la circul·lació de trens elèctrics.

| Línia Llobregat-Anoia de FGC |                        |       |       |                        |
| Procedència/Destinació       | <                      | Línia | >     | Procedència/Destinació |
| Barcelona - Pl. Espanya      | Can Parellada          |       | Piera | Igualada               |
| Barcelona - Pl. Espanya      | Sant Esteve Sesrovires |       | Piera | Igualada               |